# セーデルテリエ
セーデルテリエ（スウェーデン語: Södertälje [sœdəˈʈɛlːˈjə] ( 音声ファイル)）は、スウェーデンのストックホルム県にある都市で、セーデルテリエ市の市庁所在地である。人口は7万6320人（2020年）。セデーテイェとも表記される。
首都ストックホルムの南30kmに位置する工業都市で、国際都市でもある。この事実はビジネスや文化、人口の面で如実に表れている。

## 歴史
紀元600年ごろまで、メーラレン湖は海の一部だった。地盤の隆起で次第に海から切り離されできたため、湖にのまれたり陸に乗り上げる舟があった。
11世紀に Telje の名で記録に見られる。17世紀にストックホルムの北方で同名の町が建設されると、双方のあいだでいさかいが起こったが、それぞれにセーデル（南）とノール（北）を冠することで決着した。後者のノールテリエは、いまでは人口2万弱の都市になった。
セーデルテリエは18世紀に勅許を下賜されたが、大北方戦争と疫病のまん延で人口はわずか200人にまで落ち込んだ。

## 人口統計
外国にルーツを持つ住民の割合は約39%で、年に1.5%ずつ上昇している。最大の移民グループは市内に5軒の教会、2人の司教、2つのサッカークラブのほか多数の店舗や協会を有するアッシリア系である。アッシリア系国際放送局のスロヨTVとスルヨヨ・サトはセーデルテリエに放送センターを置いている。
イラク戦争の勃発で、市内にはアメリカ合衆国とカナダをあわせたよりも多いイラク難民が到来した。移民にはこのほかフィンランド系、ユーゴスラビア系、チリ系が多い。
言語ではスウェーデン語のほか、シリア語やアラビア語が話される。フィンランド語やセルビア語を第二言語とする住民も少数ながらいる。
バルト三国、コーカサス、モロッコをはじめとする北アフリカ、インドやパキスタンなどの南アジア、フィリピンや韓国といった東アジア、さらには南アメリカからも移民をひきつけている。

## 経済
フォルクスワーゲンのスウェーデン本社があるほか、トラック生産のスカニアや製薬のアストラゼネカが拠点を置く。セーデルテリエ港はストックホルム地方第二の商港である。市街の南10kmに位置するイェルナはラントメンネン・アクサ・フードサービスの本社所在地である。

## スポーツ
アイスホッケー国内1部のホッケーアルスヴェンスカンに所属するセーデルテリエSKは、市内のAXAスポーツ・センターを本拠地にしている。サッカーでは1974年発足のアッシリスカFFと1977年発足のシリアンスカFCが、セーデルテリエ・フォトボルサレーナをホームとして共用している。バスケットボールのセーデルテリエBBKは2004/2005シーズンのスウェーデン王者である。

## 地理
市街が面するメーラレン湖は全長56km、深さ6.1mのセーデルテリエ運河でバルト海に接続している。運河にはストックホルム-ヨーテボリ間のイェータ運河を通る蒸気船も航行する。掘削は15世紀前半に愛国の士エンゲルブレクト・エンゲルブレクトソンのそそのかしで始まり、1819年にようやく完成、1924年に拡張された。

### 気候
ストックホルム一帯で典型的な湿潤大陸性気候で、はっきりした四季がある。高緯度のため夏には18時間以上日が出るが、冬になると日照時間は6時間もない。メキシコ湾流の影響で、ほかの同緯度地域に比べると温暖で、晴れる日が多い。年間の平均日照時間は1981時間である。
夏の日中の最高気温は20度から23度、最低気温は15度前後で、時に25度を越す日もある。冬はマイナス3度から1度の間で推移する。春と秋は冷涼である。
年間降水量は一年を通じて少なめの539ミリ。12月から3月まで降雪があるが、降った雪は長持ちしない。
| セーデルテリエの気候                    | セーデルテリエの気候 | セーデルテリエの気候 | セーデルテリエの気候 | セーデルテリエの気候 | セーデルテリエの気候 | セーデルテリエの気候 | セーデルテリエの気候 | セーデルテリエの気候 | セーデルテリエの気候 | セーデルテリエの気候 | セーデルテリエの気候 | セーデルテリエの気候 | セーデルテリエの気候 |
| 月                                      | 1月                  | 2月                  | 3月                  | 4月                  | 5月                  | 6月                  | 7月                  | 8月                  | 9月                  | 10月                 | 11月                 | 12月                 | 年                   |
| --------------------------------------- | -------------------- | -------------------- | -------------------- | -------------------- | -------------------- | -------------------- | -------------------- | -------------------- | -------------------- | -------------------- | -------------------- | -------------------- | -------------------- |
| 平均最高気温 °C （°F）                  | 1 (33)               | 1 (33)               | 4 (40)               | 10 (50)              | 16 (61)              | 20 (68)              | 23 (73)              | 22 (72)              | 17 (62)              | 10 (50)              | 5 (41)               | 1 (34)               | 11 (51)              |
| 平均最低気温 °C （°F）                  | −2 (28)              | −3 (27)              | −2 (29)              | 3 (37)               | 8 (46)               | 12 (53)              | 15 (59)              | 14 (58)              | 10 (50)              | 6 (42)               | 2 (36)               | −1 (30)              | 5 (41)               |
| 降水量 mm （inch）                      | 39 (1.54)            | 27 (1.06)            | 26 (1.02)            | 30 (1.18)            | 30 (1.18)            | 45 (1.77)            | 72 (2.83)            | 66 (2.6)             | 55 (2.17)            | 50 (1.97)            | 53 (2.09)            | 46 (1.81)            | 539 (21.22)          |
| 出典：World Weather Information Service |                      |                      |                      |                      |                      |                      |                      |                      |                      |                      |                      |                      |                      |

## 交通

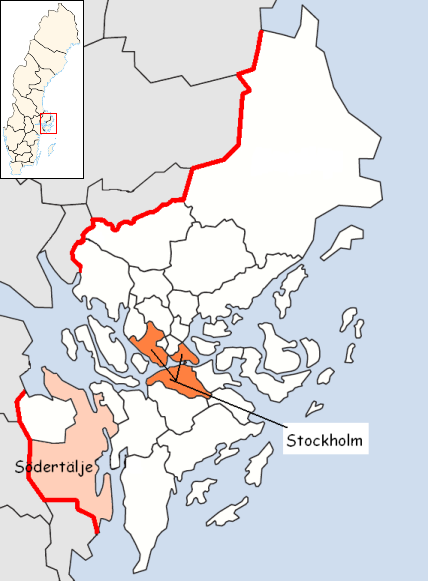
ストックホルム県における位置

ストックホルム公共交通網の域内にある。市中心部から5kmほど行ったセーデルテリエ南駅には、全国に向かうほとんどの列車が停車する。この駅からストックホルム公共交通網でセーデルテリエ地域の全駅へ行くことができる。

## 出身有名人
- ビョルン・ボルグ - テニス選手
- ハッセ・アロ - テレビショー番組 Efterlyst の司会者
- ヤン・ギィユー - 作家、ジャーナリスト
- パトリク・ノルディン - スキー登山家、クロスカントリースキー選手
- ベンクト・ヴェステルベリ - 元自由党代表
- 「ヘリーズ」 - 音楽グループ。ユーロビジョン・ソング・コンテスト1984優勝者
- ヨハン・エドルンド - ギタリスト。バンド「ティアマト」のボーカル
- エリック・アブラハムソン - アイスホッケー選手
- カール・ハゲリン - アイスホッケー選手
- フレドリック・ホルムルンド - ミュージシャン。